# Orologio idraulico

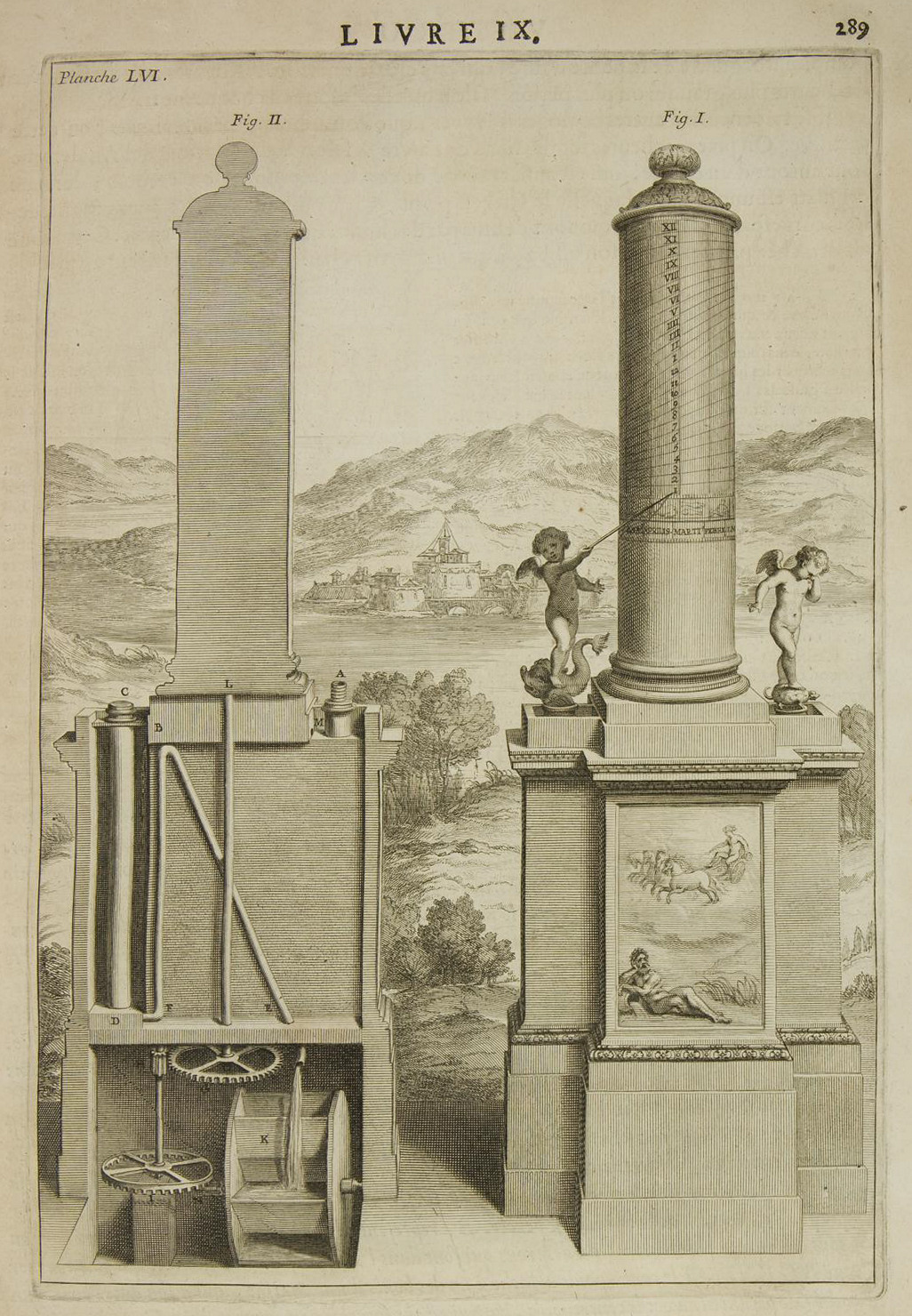
Schema dell'orologio idraulico di Ctesibio (III secolo a.C.)

L'orologio idraulico è un antico strumento per la misurazione del tempo, basato sulla percolazione di un liquido - tipicamente acqua, più raramente mercurio - attraverso un foro. La sua forma più antica e primitiva è costituita dalla clessidra ad acqua, che permetteva di tenere traccia del passare del tempo in maniera sommaria e imprecisa; nella sua incarnazione più moderna, l'idrocronometro, è invece estremamente preciso.

## Il problema delle clessidre

### Il problema del flusso variabile

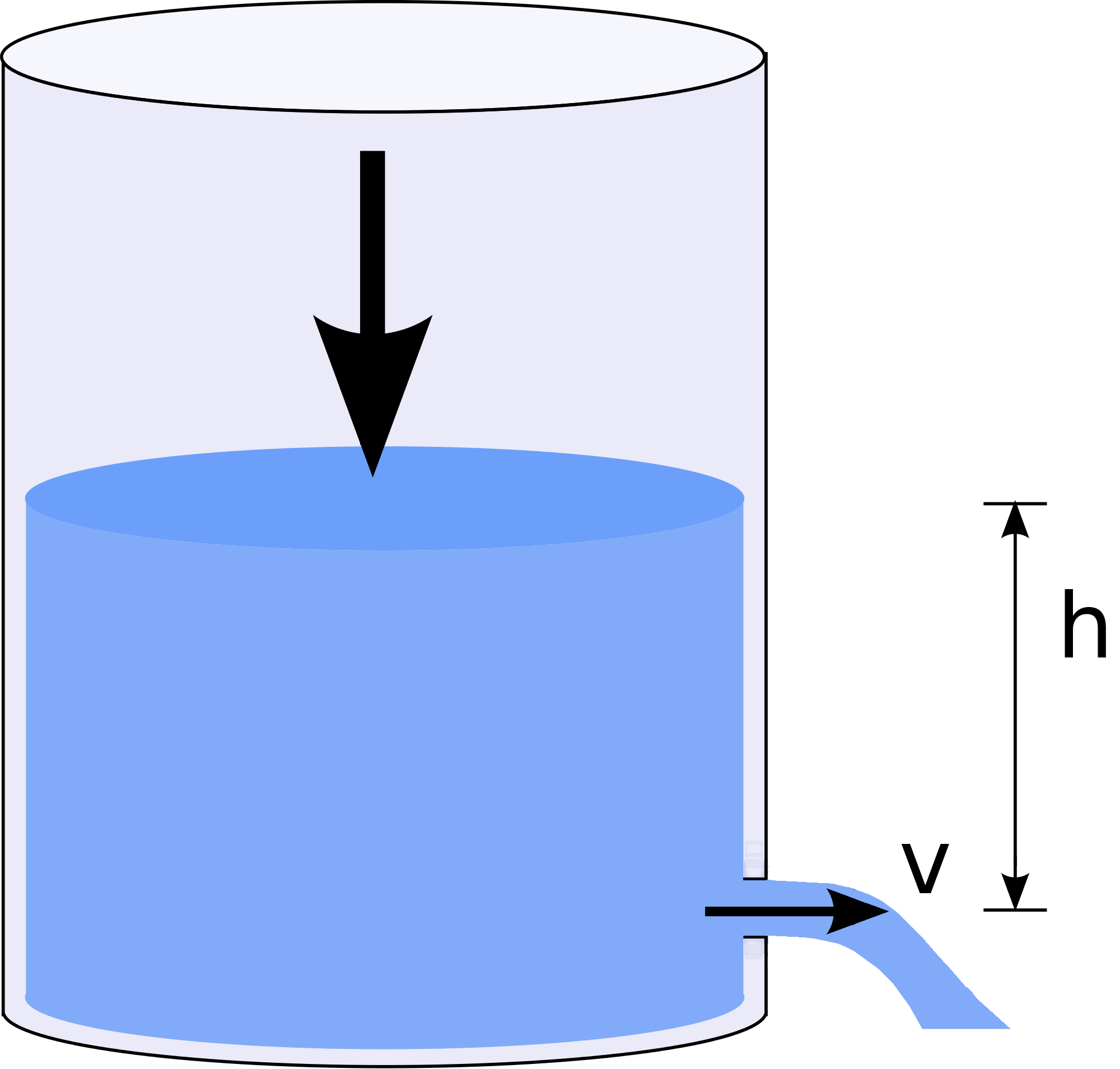
Svuotamento di un contenitore

La forma più primitiva di orologio ad acqua è data dalle clessidre, a loro volta divise in due tipologie: clessidre in cui il passare del tempo è indicato dal ridursi del livello dell'acqua mediante la sua fuoriuscita da un ugello (clessidre a svuotamento), e clessidre in cui il passare del tempo è indicato dal crescere del livello dell'acqua mediante l'ingresso di liquido (clessidre a riempimento).
In entrambi i casi esiste un problema legato al fatto che la velocità di riempimento e di svuotamento è difficile da controllare. Se, per esempio, si usa un contenitore cilindrico pieno di liquido e con un piccolo foro nella parte inferiore, la velocità di svuotamento dipende dall'altezza del liquido rispetto al foro (v è la velocità di svuotamento, h l'altezza del fluido rispetto al foro, g è l'accelerazione di gravità; d è il flusso di svuotamento, s la sezione del foro, k il coefficiente di contrazione, generalmente uguale a 0,6)
{\displaystyle v^{2}=2\,g\,h}

{\displaystyle d=k\,s\,v}
Come si vede da questa equazione, il flusso di svuotamento è legato alla velocità del liquido, a sua volta legata tramite la legge di Torricelli all'altezza del liquido; se l'altezza del liquido è variabile, anche la velocità e quindi il flusso saranno variabili.
In una clessidra, avere un flusso di svuotamento costante permette di calcolare correttamente lo scorrere delle ore, dividendo l'altezza di svuotamento in maniera lineare. Nel tempio di Akh-Menu a Karnak era custodita una clessidra che serviva a scandire le ore, in quanto i riti della religione egiziana dovevano essere praticati in momenti ben precisi; per limitare la variabilità del flusso di svuotamento, questa clessidra aveva forma tronco-conica, limitando in questo modo le differenze nel flusso di svuotamento all'inizio e alla fine del funzionamento della clessidra.

### Soluzioni del problema

Regolazione del flusso
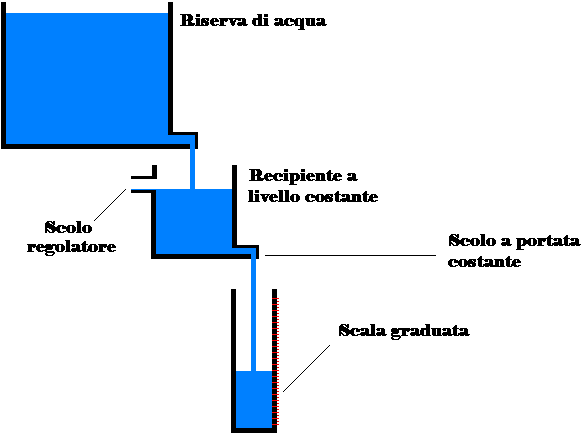
1. Alimentazione a sfioramento
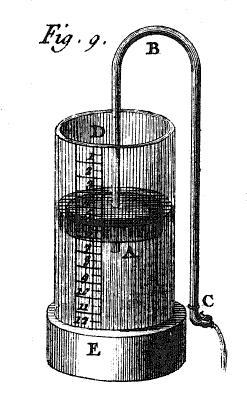
2. Svuotamento tramite sifone
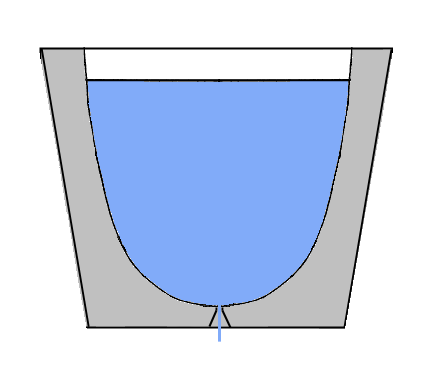
3. Profilo a svuotamento costante
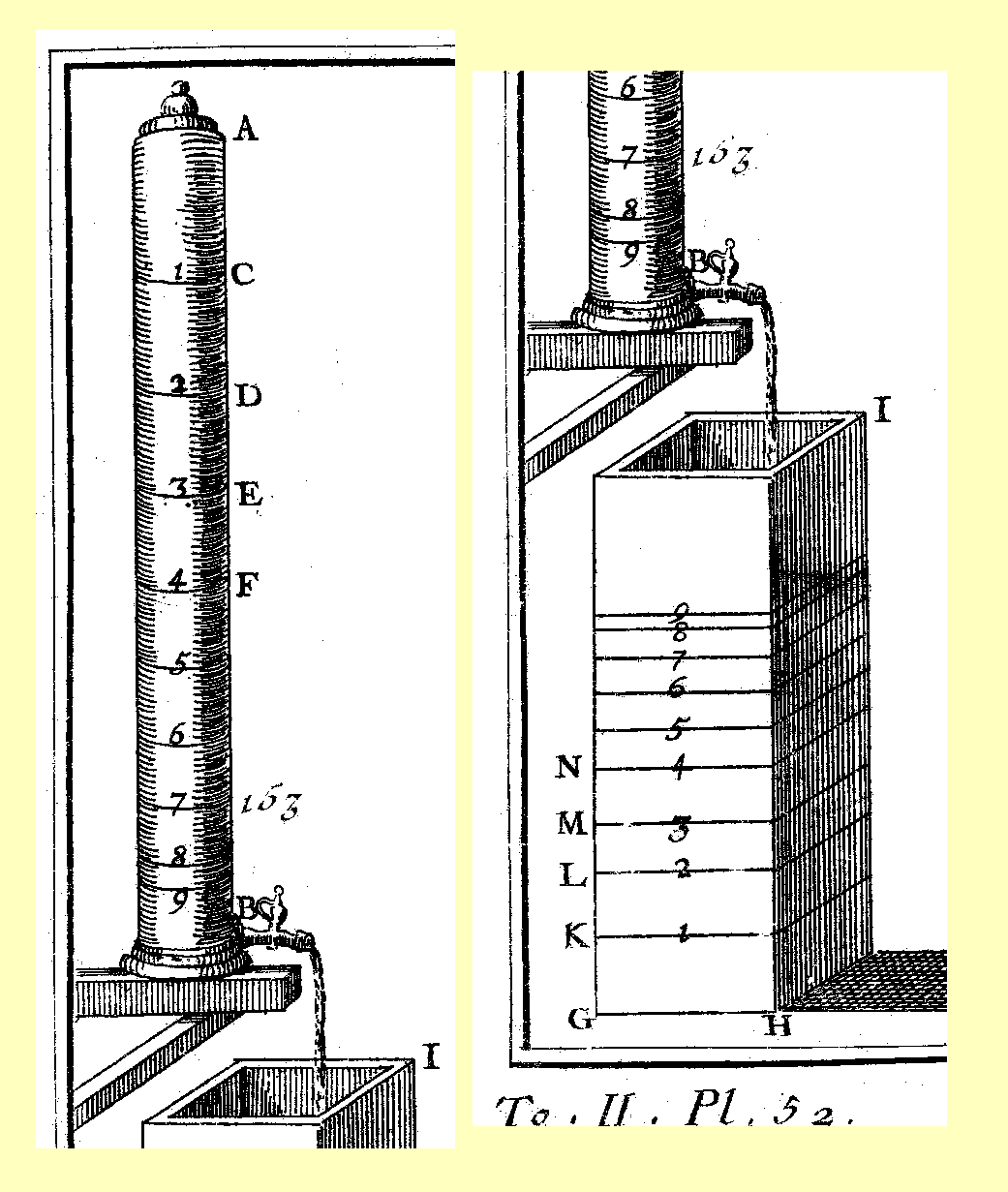
4. Gradazioni calibrate

Il problema della regolazione del flusso è stato storicamente risolto in almeno quattro modi.
1. Alimentazione a sfioramento
la clessidra è composta da tre recipienti comunicanti, ‘A’ che versa l'acqua in ‘B’, che a sua volta versa l'acqua in ‘C’, il recipiente graduato: la particolarità di questo schema è che ‘B’ ha un foro di svuotamento sia vicino al fondo sia vicino al bordo superiore («troppo pieno»), e che il flusso di svuotamento dal contenitore ‘A’ è maggiore del flusso di svuotamento del contenitore ‘B’. In questo modo il flusso di ‘A’ garantisce che il livello dell'acqua in ‘B’ non cambi mai e quindi che il suo flusso di svuotamento sia costante, e quindi che il flusso di riempimento di ‘C’ sia egualmente costante. Il contenitore ‘C’ può essere cilindrico con scala graduata lineare, e dunque di facile realizzazione.
2. Svuotamento tramite sifone
l'uso del sifone garantisce un flusso costante, in quanto l'altezza h da considerare nella legge di Torricelli è pari all'altezza del sifone stesso, che è costante.
3. Profilo a svuotamento costante
se non è possibile rendere costante il flusso, si può rendere costante la velocità di svuotamento variando il profilo del recipiente e dunque la quantità d'acqua da rimuovere per abbassamento unitario del livello (come tentato nella clessidra di Karnak). Il profilo che garantisce uno svuotamento costante è una curva di quarto grado.
4. Gradazioni calibrate
se si ha a disposizione un altro orologio, è possibile calibrare l'orologio ad acqua disponendo le tacche che indicano le ore a distanze variabili.

## Orologio di Ctesibio

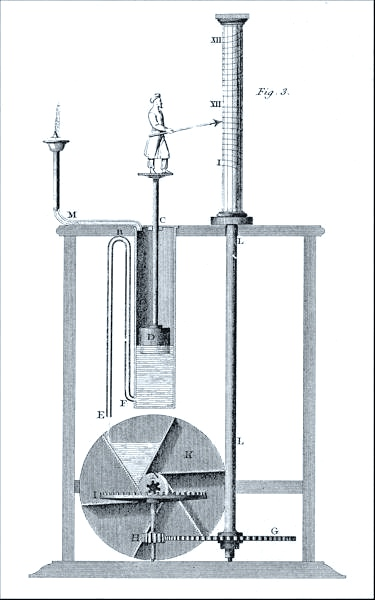
Diagramma di funzionamento dell'orologio di Ctesibio

Lo scienziato ellenistico Ctesibio (III secolo a.C.) progettò un orologio ad acqua che risolveva il problema del flusso con un'alimentazione a sfioramento, ma teneva conto anche della durata variabile delle ore in diversi momenti dell'anno.
La descrizione dell'orologio di Ctesibio e dei relativi meccanismi è tramandata da Vitruvio.
Un meccanismo di alimentazione a sfioramento produce un flusso costante d'acqua che si riversa in un contenitore cilindrico, all'interno del quale è presente un galleggiante che regge un indicatore che scorre lungo un cilindro graduato su cui sono segnate le ore.
Nella parte inferiore del contenitore cilindrico c'è un'apertura collegata a un sifone alto quanto il contenitore stesso. Inizialmente il contenitore cilindrico è vuoto, poi si riempie facendo salire il galleggiante e di conseguenza l'indicatore; quando il livello dell'acqua raggiunge la piega del sifone, questo si attiva e svuota il contenitore fino a riportare il galleggiante sul fondo.
L'acqua estratta dal cilindro fa ruotare una ruota divisa in sei raggi, che a sua volta è collegata tramite ingranaggi al un cilindro, in modo tale che il cilindro compia una rotazione intera in 365 giorni, mostrando giorno per giorno la scala graduata delle ore corrispondente al mese e al giorno corrente.
Un'altra particolarità dell'orologio di Ctesibio è che i fori di fuoriuscita dell'acqua dai contenitori erano realizzati in oro, o in gemme perforate, allo scopo di evitare le incrostazioni che, col tempo, avrebbero ridotto in maniera irregolare il flusso d'acqua.